# Real de Arteaga Fútbol Club
El Real de Arteaga Fútbol Club fue un equipo de fútbol profesional mexicano de la ciudad de Querétaro, Querétaro que participaba en la Serie A de la Segunda División de México, también conocida como Liga Premier.

## Historia
El equipo fue fundado y dado a conocer el 25 de mayo de 2022. La escuadra fue fundada con el objetivo de formar a futbolistas locales, por lo que firmó un convenio con instituciones educativas de la zona, además de buscar convertirse en una alternativa al equipo principal de la ciudad, el Querétaro Fútbol Club, en sus inicios la directiva había establecido el objetivo de alcanzar la Primera División de México en un plazo de cinco años.
El equipo fue aceptado en la Serie A de la Segunda División el 1 de julio de 2022. El 12 de julio se anunció que el club tomaría parte del Grupo 3.
El debut oficial del club se dio el 27 de agosto de 2022, en el encuentro el equipo también consiguió su primera victoria oficial al derrotar por 0-1 a Escorpiones Fútbol Club, el mediocampista Héctor González anotó el primer gol en la historia de la institución al minuto 20 del partido.
En su primer torneo el equipo tuvo un desempeño aceptable para ser un debutante en la categoría, al finalizar el certamen el Real de Arteaga logró cuatro victorias y 13 puntos en total. Sin embargo en el Clausura 2023 el club queretano firmó uno de los peores registros en la historia de la categoría al ser derrotado en los diez partidos que disputó, especialmente dolorosa fue la derrota de 13-0 que recibió por parte del Deportivo Dongu, una de las mayores goleadas en la historia de la división.
Debido a los malos resultados deportivos mostrados y al poco interés que generó el equipo entre la afición local la directiva decidió poner a la franquicia en venta. En junio de 2023 un grupo de empresarios de Monterrey en conjunto con los exfutbolistas Héctor Mancilla y Júlio César Santos Correa compraron al equipo y lo llevaron a jugar a Apodaca, Nuevo León, tras el cambio de sede el equipo fue renombrado como Real Apodaca Fútbol Club, terminando con la corta historia del Real de Arteaga.

## Estadio
El Estadio Olímpico Alameda (también llamado Estadio Olímpico de Querétaro) es un estadio ubicado en la ciudad de Querétaro, la capital del estado del mismo nombre. Fue inaugurado el 29 de septiembre de 1939 por el entonces gobernador, Ramón Rodríguez Familiar como Estadio Municipal, fue demolido en 2018, y entre 2019 y 2021 fue sometido a un proceso de reconstrucción que lo modernizó y lo convirtió en un estadio olímpico, tiene capacidad para albergar a 4,600 espectadores.

## Temporadas
| Temporada     | División          | Posición       |
| ------------- | ----------------- | -------------- |
| Apertura 2022 | 3.Segunda Serie A | 9o. Grupo III  |
| Clausura 2023 | 3.Segunda Serie A | 11o. Grupo III |